# Juan Grimaldi
Juan Grimaldi (Aviñón, 2 de abril de 1796-París, 23 de abril de 1872) fue un empresario teatral y director escénico francés, afincado en España entre 1823 y 1836.

## Biografía
Considerado el mayor impulsor del panorama escénico español en el siglo XIX, residió en este país entre las décadas de 1820 y 1830, revolucionando los esquemas teatrales imperantes hasta el momento, desde las formas de interpretación hasta los cánones de escenografía e iluminación y la incorporación de autores franceses a los teatros españoles.
Llegó a España en 1823 con las tropas del Duque de Angulema, los llamados Cien Mil Hijos de San Luis, para sofocar el Trienio Liberal y terminó instalándose en Madrid.
En años sucesivos se haría con el control de los dos principales teatros de la capital, el Teatro del Príncipe y el Teatro de la Cruz. Reactivó el panorama artístico con sus innovaciones escénicas y declamatorias. Condicionó la carrera de algunos de los más insignes intérpretes españoles del XIX, como Teodora Lamadrid, Julián Romea o Matilde Díez. Promocionó también la actividad de jóvenes nuevos talentos como Mariano José de Larra o Bretón de los Herreros.
Habitual de El Parnasillo, la tertulia del Café del Príncipe, estuvo involucrado en política, se manifestó siempre partidario de las iniciativas moderadas de la Regenta María Cristina y del primer ministro Ramón María Narváez.
Abandonó España en 1836 y terminó residiendo en París hasta su fallecimiento. Allí continuó actuando como agente del gobierno español. En 1848 fue nombrado Cónsul General por Narváez, cargo que mantuvo hasta su muerte.
Escribió su propia obra de teatro, La pata de la cabra, estrenada en 1829.
Su fama le sobrevivió, llegando a ser mencionado en novelas de ficción de Benito Pérez Galdós o Antonio Buero Vallejo.